# 斯普林萊克 (密歇根州)
斯普林萊克（英語：Spring Lake）是位於美國密歇根州渥太華縣斯普林萊克鎮區的一個村。

## 人口
根據2020年美國人口普查的數據，斯普林萊克的面積為4.96平方千米，當中陸地面積為3.24平方千米，而水域面積為1.72平方千米。當地共有人口2497人，而人口密度為每平方千米503人。